# セルゲイ・クリュギン
セルゲイ・クリュギン（Sergey Petrovich Klyugin, ロシア語:Сергей Петрович Клюгин、1974年3月24日 - ）は、ロシアの陸上競技選手。走高跳の選手として2000年シドニーオリンピックに出場。2m35の記録で金メダルを獲得した。

## 主な実績
| 年   | 大会                   | 場所                             | 種目   | 結果 | 記録 |
| ---- | ---------------------- | -------------------------------- | ------ | ---- | ---- |
| 1998 | ヨーロッパ陸上選手権   | ブダペスト(ハンガリー)           | 走高跳 | 銅   | 2m32 |
| 1998 | IAAF陸上ワールドカップ | ヨハネスブルグ(南アフリカ共和国) | 走高跳 | 3位  | 2m28 |
| 2000 | オリンピック           | シドニー(オーストラリア)         | 走高跳 | 金   | 2m35 |

## 自己ベスト
- 走高跳　2m36 (1998年8月12日)